# Prosodes
Prosodes  (лат.) — род жесткокрылых из семейства чернотелок подсемейства Tenebrioninae трибы Blaptini.

## Описание
Задние лапки сильно сжаты с боков. Брюшко самцов без рыжего волосяного пятна.

## Систематика
В составе рода более 100 видов:
- Prosodes obtusa

## Распространение
Встречается юге Европы, севере Ирана, Средней Азии, Алтае, Афганистане, северо-западе Китая, Индии (Кашмир).